# Holy Island (Clare)
Holy Island (irisch Inis Cealtra) ist eine rundovale Insel im See Lough Derg und gehört zum County Clare in Irland. Sein ursprünglicher Name Inis Cealtra (anglisiert auch Iniscaltra) bedeutet nach P. W. Joyce (1827–1914) im Altirischen „Kircheninsel“. Sie wird auch „Insel der Sieben Kirchen“ genannt. Obwohl Holzkirchen als die gängigste Form des frühen Kirchenbaus in Irland betrachtet werden, gab es auch Kirchen deren Wände aus Flechtwerk und Lehm bestanden. Eine solche entdeckte Liam de Paor (1926–1998) hier. Die Überreste der 7,5 × 4,5 m großen Kirche bestätigen ähnliche Berichte von Tirechán, der als Biograph St. Patricks auf die Holzarmut Irlands verweist.
Der Name „Holy Island“ oder „Holy Isle“ ist auf den Britischen Inseln sehr verbreitet; u. a. Holy Isle im Firth of Clyde.
St. Caimin, der Mitte des 7. Jahrhunderts starb, gründete hier eine Abtei der Iroschottischen Kirche. 836 unter Turgesius, und 922 n. Chr. unter Tomran wurde die Insel von Wikingern aus Limerick geplündert. Der aus Clare stammende Hochkönig Brian Boru (gest. 1014) baute die Kirche wieder auf, sein Bruder soll bis 1009 n. Chr. der Abt des Klosters gewesen sein, das die Benediktiner unterhielten. Holy Island wurde auf der Synode von Rathbreasail 1111 n. Chr. der Diözese von Killaloe zugeteilt. Die Kirchen der Insel wurden nach der Zerstörung im Jahre 1615 n. Chr. nicht wieder genutzt.
Auf Holy Island liegen ihre Ruinen und ein Rundturm, dessen Eingang etwa 3,0 m über dem Boden liegt. Er ist nach St. Cosgrath, einem Einsiedler benannt, der im 10. Jahrhundert hier wohnte. Die 25 Morgen große Insel ist noch Begräbnisstätte und wird von Pilgern aufgesucht. Der Rundturm wurde von Liam de Paor ausgegraben, seine Restaurierung dauerte von 1970 bis 1980. Trotzdem wurden keine Steine gefunden, die zur Kegelmütze des Turms gehören könnten. Die Legende besagt er sei unfertig geblieben, weil der Maurer von einer schönen blonden Hexe abgelenkt wurde.

## Die Ruinen

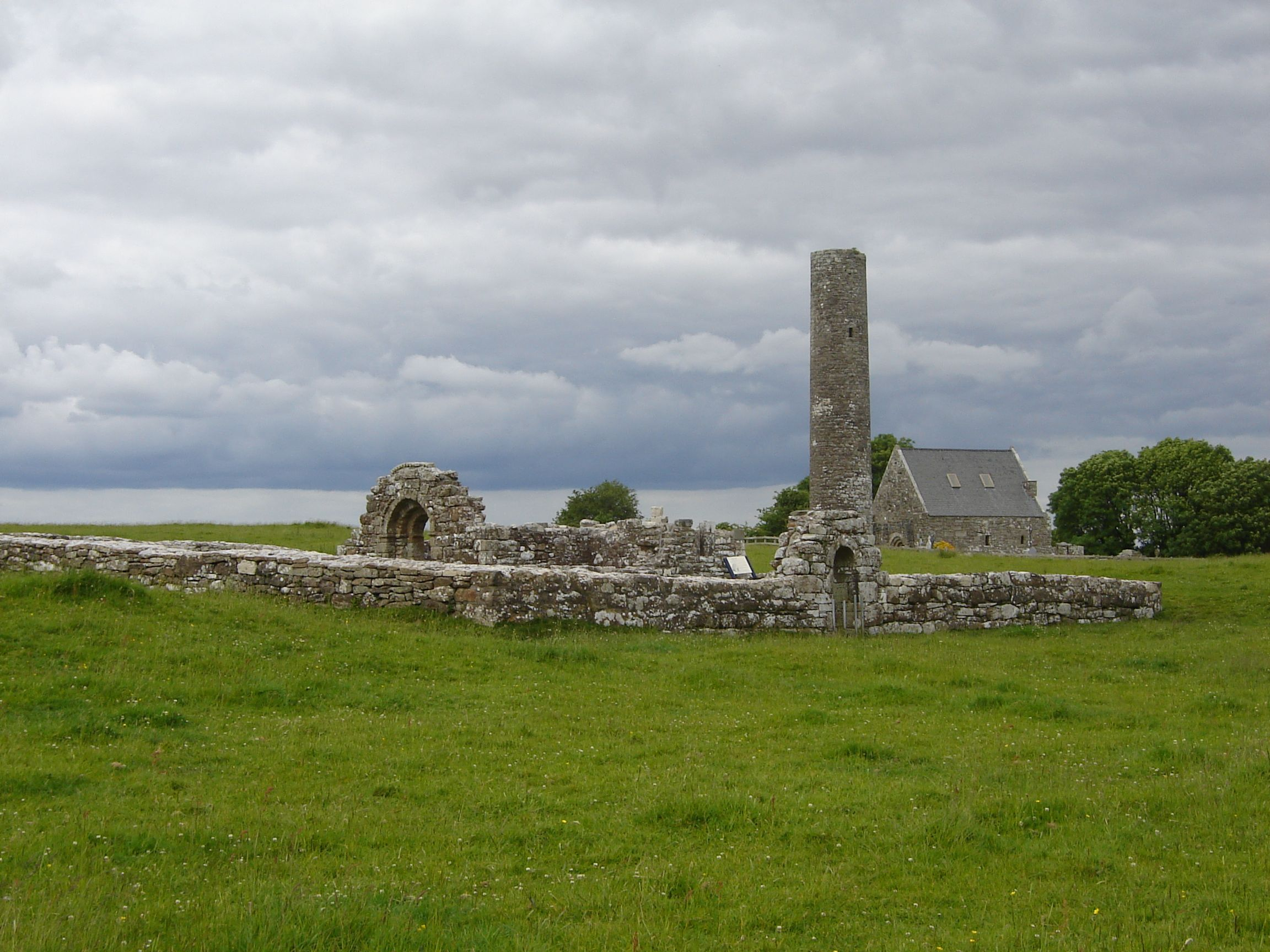
Kirche von St. Caimin

Hauptgebäude ist die Kirche von St. Caimin, von der Teile ins späte 10. Jahrhundert datiert werden. Es war eine einräumige Kirche mit den für frühirische Steinkirchen typischen Anten an beiden Giebeln. Im 12. Jahrhundert wurde in die Westmauer eine romanische Türöffnung und zwischen den Anten des Ostgiebels ein Chor eingebaut. In der Kirchenruine stehen eine Anzahl von Kreuzen, Grabsteinen und eine Sonnenuhr.
Der Eintritt zu den zwei Friedhöfen erfolgt auf der Ostseite von St. Caimin durch einen Torbogen in der Trennmauer. Die ältesten Grabsteine stehen am Originalplatz. Der Grabstein von Cosrach, „dem Miserablen“ († 898 n. Chr.) wird von einem Fußabdruck markiert. Ein weiteres Grab ist das „der zehn Männer“. Wer sie waren, wo sie herkamen und warum sie hier begraben wurden, ist unbekannt.
Das Oratorium liegt auf dem Friedhof und wird auch Teampall na bhFear nGonta, die „Kirche der verwundeten Männer“ genannt. Es birgt die interessanteste Struktur. Im inneren finden sich Megalithen, die so angeordnet sind, dass sie zu einem kleinen Passage tomb, einem Portal tomb oder zu einem kleinen fünfsteinigen Kreis gehört haben können. Christianisierte Menhire sind im atlantischen Teil Europas relativ häufig, aber christianisierte Megalithanlagen sind selten.
Im frühen 18. Jahrhundert war das Oratorium auf Holy Island die Leichenhalle des Clans der O’Grady, deren Motto war: „verwundet, aber nicht bezwungen“. Der sogenannte Beichtstuhl liegt außerhalb der Mauern des „Friedhofs der Heiligen“ in der Nähe des Oratoriums. Es stammt aus einer Zeit vor dem 11. Jahrhundert. Ob er während der Wallfahrten des 18. und 19. Jahrhunderts tatsächlich als Beichtstuhl benutzt wurde, ist unbekannt.
St. Michael’s Church ist eine kleine Kirche. Sie steht in den Erdwällen einer Einfriedung, die auf alten Landkarten als „Garaidh Mhicheáil“ (Michaels Garten) markiert ist. Hier war zweifellos ein Cillin, ein Begräbnisplatz für ungetauft gestorbene Kinder.
Die Taufkirche, eine kleine romanische Kirche liegt südlich von St. Michael’s. Sie wird von einer wieder aufgebauten Steinmauer umschlossen. Sie hat mehrere Namen, St. Brigid, Taufhaus und wenig ehrerbietig, die Piggery. 1839 wurde die Kirche von einem Sturm verwüstet. Sie wurde als Haus eines Hirten wiederaufgebaut und scheint auch als Schmiede benutzt worden zu sein.
Die große Kirchenruine von St. Mary südlich von St. Caimin’s gehört ins frühe 13. Jahrhundert und ist das größte Gebäude auf der Insel. Die originalen Türöffnungen wurden zugemauert. Innen sind einige Gräber und eine Gruft des Clans der O’Brien im Stile des 17. Jahrhunderts. 1210 fiel St. Caimin’s außer Gebrauch und St. Mary’s wurde Pfarrkirche.
Auf der Insel finden sich auch ein vorchristlicher Bullaun, ein Lochstein der Bargaining Stone (Verhandlungsstein) und eine Heilige Quelle.

## Legenden
St. Colum gründete hier das erste Kloster um 520 n. Chr. St. Caimin, der das zweite Kloster gründete, war ein Stiefbruder von Guaire, dem König von Connacht (der sein Dun dort hatte, wo heute Dunguaire Castle steht). Er starb entweder 644 oder 652. Er war Bischofsabt von Inis Cealtra und einige behaupten, dass er auch der erste Bischof von Killaloe war. Die Frau des Herrschers Turlough O’Brien, eines Nachkommen Brian Borus, wurde hier 1076 n. Chr. begraben.

## Verkehr
Die kürzeste Strecke zur Insel ist von Knockaphort Pier, aber Boots-Enthusiasten ziehen die längere Strecke von Mountshannon (mit Rennbooten) vor.